# コート・デュ・ローヌ
コート・デュ・ローヌ（Côtes du Rhône）は、フランス南部にあるワインの広域AOC名である。いわゆるローヌワインの生産地の内、地区名や村名AOCのないワインに与えられ、その範囲はローヌ川に面するローヌ、ロワール、アルデシュ、ドローム、ヴォクリューズ、ガールの6県に及び、南北200km, 東西100km以上に及んでいる。
ローヌのワインは、赤はシラー、白はヴィオニエ種のぶどうを主体として作られる北部地区と、多数の品種を混醸して作られる南部地区では香味がかなり違うが、栽培面積で南部地域が圧倒的に多いため、コート・デュ・ローヌはほとんどが南部の特徴を持ったワインといってよい。しかし、この地方では有名なネゴシアンであるギガルのワインのように、あえて伝統的なローヌのワインである北部の特徴を出した「コート・デュ・ローヌ」を作っているところもある。
地域内で比較的良質なワインを作る16の地区は、「コート・デュ・ローヌ・ヴィラージュ」というAOCを名乗ることができる。
味わいは、スパイスのような香りがあり、アルコール度数は高いが、味わいとしては軽いものが多く、価格も2008年2月現在、千円弱から千数百円で買えるものが多い。
フランスのパリでも、カフェやビストロなど気軽に入れる飲食店には、これをおいてあるところが多く、テーブルワイン並みの価格で、品質の安定したワインが飲めることから、人気が高い。